# Lõetsa
Lõetsa – wieś w Estonii, w prowincji Sarema, w gminie Muhu.